# Eduard Wagner
Ej att förväxla med entomologen med samma namn.
Eduard Wagner, född 1 april 1894 i Kirchenlamitz, död 23 juli 1944 i Zossen, var en tysk general i Wehrmacht. Han var tyska arméns generalkvartermästare från 1940 till 1944.

## Biografi
Eduard Wagner var son till en domare. År 1912 tog han värvning i bayerska armén och stred i första världskriget som artilleriofficer. Efter kriget gick Wagner med i en frikår, Grosse Bayerische Schützenbrigade 21, ledd av Franz von Epp och deltog i nedslåendet av den kommunistiska Bayerska rådsrepubliken.

### Polenfälttåget 1939
Den 29 augusti 1939, tre dagar före Polenfälttåget, hade Wagner ett möte med chefen för Hauptamt Sicherheitspolizei, Reinhard Heydrich, för att diskutera samarbetet mellan tyska arméns militära befälhavare och Sicherheitspolizei (Sipo). Heydrichs order var att Sipo skulle "neutralisera" reella och potentiella fiender bland den polska befolkningen. Senare samma dag rapporterade Wagner till generalstabschefen Franz Halder att särskilda mobila insatsgrupper, Einsatzgruppen, skulle gripa omkring 30 000 polacker och deportera dem till koncentrationsläger. Den 3 september fastslog Wagner att det polska motståndet endast kunde kväsas med drakoniska åtgärder. I september 1939 for Heydrichs Sipo fram med stor brutalitet, vilket fick tyska arméns överbefälhavare Walther von Brauchitsch att protestera. Spänningen mellan Wehrmacht och Sipo ökade och den 19 september möttes Wagner och Heydrich på nytt. Wagner krävde att armén i detalj skulle informeras om Einsatzgruppens uppgifter. Heydrich klargjorde att Hitler hade beordrat en grundlig utrensning av Polens judar, intelligentia, präster och aristokrati. Wagner motsatte sig inte dessa mordiska planer per se, men han ville inte att armén skulle delta i dem. Vid mötet beslutades det att Sipos operationer inte skulle inledas förrän den militära operationen i Polen var avslutad.

### Operation Barbarossa
Även inför Operation Barbarossa, Tysklands anfall på den forna bundsförvanten Sovjetunionen i juni 1941, diskuterade Wagner och Heydrich relationen mellan Wehrmacht och Einsatzgruppen. Det beslutades att Einsatzgruppen skulle eliminera kommunistiska partifunktionärer (så kallade politruker), partisaner, judar, romer och andra för Tredje rikets vidkommande misshagliga personer, medan Wehrmacht skulle stå för transport, underhåll och logi för Einsatzgruppens manskap. Wehrmacht skulle inte involveras i de planerade massmorden, utan endast stödja Einsatzgruppen logistiskt.

### 20 juli-attentatet
Under andra världskrigets senare del stödde Wagner den militära oppositionen mot Hitler och ett attentat mot denne. Den 20 juli 1944 apterade överste Claus Schenk von Stauffenberg en bomb i Hitlers konferensrum i Wolfsschanze i Ostpreussen. Wagner ordnade med det flygplan som förde von Stauffenberg tillbaka till Berlin efter explosionen. Hitler överlevde attentatet och kuppförsöket slogs ned. Wagner fruktade att han skulle gripas av Gestapo och begick självmord genom att skjuta sig den 23 juli, tre dagar efter attentatet.

## Utmärkelser
Eduard Wagners utmärkelser
- Järnkorset av första klassen (första världskriget)
- Järnkorset av andra klassen (första världskriget)
- Ärekorset (Ehrenkreuz für Frontkämpfer)
- Wehrmachts tjänsteutmärkelser